# LAS Group
O LAS Group surgiu em 1995 com a criação da primeira empresa integrada neste grupo, a LAS Maintenance, empresa portuguesa de Manutenção em Linha de Aeronaves. Com o passar dos anos foram detectadas outras necessidades no mercado, o que gerou o crescimento do grupo através da fundação de novas empresas.
Em 2005, o LAS Group fundou a SLOT Recursos Humanos, consultora de Recursos Humanos. A LAS Training surgiu em 2007 com o objetivo de formar Técnicos no mesmo setor da LAS Maintenance.
Atualmente, o LAS Group conta com mais de 100 colaboradores distribuídos pelas três empresas do grupo.